# Resolução 2166 do Conselho de Segurança das Nações Unidas
A Resolução 2266 do Conselho de Segurança das Nações Unidas foi apresentado pela Austrália e aprovada por unanimidade em reunião realizada em 21 de agosto de 2014,
A resolução apoia todos os esforços para estabelecer uma investigação internacional completa, exaustiva e independente sobre o incidente que ocasionou a queda do avião no oblast de Donetsk, no leste da Ucrânia, a 40 km da fronteira com a Rússia. O avião era operado pela companhia aérea Malaysia Airlines e fazia a rota internacional identificada como Voo Malaysia Airlines 17 (MH17/MAS17) entre os aeroportos de Amsterdã e Kuala Lumpur. A resolução também apela para que  todos os Estados membros das Nações Unidas forneçam qualquer assistência solicitada, que auxiliem as investigações civis e criminais.